# Acastava
Acastava és un gènere extingit de trilobits de l'ordre Phacopida, del Pragià Superior. Se n'han trobat restes fòssils a Bèlgica.